# Знаки почтовой оплаты СССР (1959)
Зна́ки почто́вой опла́ты СССР (1959) — перечень (каталог) знаков почтовой оплаты (почтовых марок), введённых в обращение дирекцией по изданию и экспедированию знаков почтовой оплаты Министерства связи СССР в 1959 году.

## Список коммеморативных (памятных) марок
Порядок следования элементов в таблице соответствует номеру по каталогу марок СССР (ЦФА), в скобках приведены номера по каталогу «Михель».
| № по каталогу                         | Изображение | Описание и источники                                                                                    | Номинал   | Дата выпуска        | Тираж     | Художник         |
| ------------------------------------- | ----------- | --- | --------- | ------------------- | --------- | ---------------- |
| (ЦФА [АО «Марка»] № 2195) (Mi #2193A) |             | Серия «Гражданский воздушный флот СССР»: - Турбовинтовой самолёт Ил-18.                                 | 2,00 руб. | 16 января 1959 года | 2 000 000 | Виктор Пименов   |
| (ЦФА [АО «Марка»] № 2272) (Mi #2189)  |             | Серия «Всесоюзная промышленная выставка»: - Тепловоз ТЭ-3.                                              | 0,60 руб. | 7 января 1959 года  | 1 500 000 | Евдокия Буланова |
| (ЦФА [АО «Марка»] № 2273) (Mi #2190)  |             | Серия «XXI съезд Коммунистической партии Советского Союза»: - Красное знамя с портретом В. И. Ленина.   | 0,40 руб. | 20 января 1959 года | 2 000 000 | Роман Житков     |
| (ЦФА [АО «Марка»] № 2274) (Mi #2191)  |             | Серия «XXI съезд Коммунистической партии Советского Союза»: - Волжская ГЭС.                             | 0,60 руб. | 20 января 1959 года | 2 000 000 | Евгений Гундобин |
| (ЦФА [АО «Марка»] № 2275) (Mi #2192)  |             | Серия «XXI съезд Коммунистической партии Советского Союза»: - Космическая ракета.                       | 1,00 руб. | 3 января 1959 года  | 2 000 000 | И. Левин         |
| (ЦФА [АО «Марка»] № 2276) (Mi #2196)  |             | «Первенство мира по конькобежному спорту среди женщин, г. Свердловск 1959»: - Спортсменка на дистанции. | 0,25 руб. | 5 февраля 1959 года | 1 500 000 | Роман Житков     |
| (ЦФА [АО «Марка»] № 2277) (Mi #2197)  |             | «Первенство мира по конькобежному спорту среди женщин, г. Свердловск 1959»: - Спортсменка на дистанции. | 0,40 руб. | 5 февраля 1959 года | 1 500 000 | Роман Житков     |

## Девятый выпуск стандартных марок (1958—1960)
В 1959 году продолжена эмиссия стандартных почтовых марок девятого стандартного выпуска СССР. Все марки прежних стандартных выпусков находились в обращения до 1 июня 1961 года.
Порядок следования элементов в таблице соответствует номеру по каталогу марок СССР (ЦФА), в скобках приведены номера по каталогу «Михель».
| № по каталогу                          | Изображение | Описание и источники      | Номинал   | Дата выпуска     | Тираж     | Художник                                |
| -------------------------------------- | ----------- | ------------------------- | --------- | ---------------- | --------- | --------------------------------------- |
| (ЦФА [АО «Марка»] № 2218) (Mi #2230)   |             | Инженер.                  | 0,25 руб. | 29 мая 1959 года | 2 000 000 | Евгений Гундобин, гравёр Лидия Майорова |
| (ЦФА [АО «Марка»] № 2219) (Mi #2231-I) |             | Сталевар, розово-красная. | 0,60 руб. | май 1959 года    | 3 000 000 | Борис Березовский                       |

## Комментарии
1. ↑  Ниже приведён перечень памятных художественных марок (с возможностью сортировки по номиналу, тиражу и дате введения в обращение).
2. ↑  Серия «Гражданский воздушный флот СССР» выпускалась с 11 августа 1958 по 16 января 1959 года. На марке  (ЦФА [АО «Марка»] № 2195) — турбовинтовой самолёт Ил-18, чёрная, красная, коричнево-лиловая. Офсет, перфорирована: комбинированная гребенчатая зубцовка 12:12½ (на каждые 2 сантиметра края марки приходится 12:12½ зубцов). В марочных листах 100 (10×10) марок[6][7][8]. Кроме того, в 1958 году была выпущена разновидность  (ЦФА [АО «Марка»] № 2188)  (Mi #2193B) — турбовинтовой самолёт Ил-18, чёрная, красная, коричнево-лиловая в беззубцовом варианте, тиражом 140 000 экземпляров[7][8].
3. ↑  Серия «Всесоюзная промышленная выставка»: тепловоз ТЭ-3, многоцветная. Офсетная печать, перфорирована: линейная зубцовка 12½ (на каждые 2 сантиметра края марки приходится 12½ зубцов). В марочных листах 100 (10×10) марок[7][8][9]. Предыдущая марка  (ЦФА [АО «Марка»] № 2271)  (Mi #2188) «Атомный ледокол „Ленин“» серии «Всесоюзная промышленная выставка» была выпущена в обращение 31 декабря 1958 года[7][8].
4. ↑  XXI съезд Коммунистической партии Советского Союза. На марке  (ЦФА [АО «Марка»] № 2273) — Красное знамя с портретом В. И. Ленина, многоцветная. Офсет, перфорирована: комбинированная гребенчатая зубцовка 12:12½ (на каждые 2 сантиметра края марки приходится 12:12½ зубцов). В марочных листах 100 (10×10) марок[2][9][7].
5. ↑  XXI съезд Коммунистической партии Советского Союза. На марке  (ЦФА [АО «Марка»] № 2274) — Волжская ГЭС, многоцветная. Офсет, перфорирована: комбинированная гребенчатая зубцовка 12:12½ (на каждые 2 сантиметра края марки приходится 12:12½ зубцов). В марочных листах 100 (10×10) марок[2][9][7].
6. ↑  XXI съезд Коммунистической партии Советского Союза. На марке  (ЦФА [АО «Марка»] № 2275) — космическая ракета, многоцветная. Офсет, перфорирована: комбинированная гребенчатая зубцовка 12:12½ (на каждые 2 сантиметра края марки приходится 12:12½ зубцов). В марочных листах 100 (10×10) марок[2][9][7].
7. ↑  Первенство мира по конькобежному спорту среди женщин, Свердловск-1959. На марке  (ЦФА [АО «Марка»] № 2276) — спортсменка на дистанции, многоцветная. Офсет, перфорирована: комбинированная гребенчатая зубцовка 12½:12 (на каждые 2 сантиметра края марки приходится 12½:12 зубцов). В марочных листах 100 (10×10) марок[2][9][10].
8. ↑  Первенство мира по конькобежному спорту среди женщин, Свердловск-1959. На марке  (ЦФА [АО «Марка»] № 2277) — спортсменка на дистанции, многоцветная. Офсет, перфорирована: комбинированная гребенчатая зубцовка 12½:12 (на каждые 2 сантиметра края марки приходится 12½:12 зубцов). В марочных листах 100 (10×10) марок[2][9][10].
9. ↑  Ниже приведён перечень стандартных марок (с возможностью сортировки по номиналу, тиражу и дате введения в обращение).
10. ↑  Инженер, коричневая. Металлография на плотной бумаге, перфорирована: линейная зубцовка 12½ (на каждые 2 сантиметра края марки приходится 12½ зубцов). В марочных листах по 100 (10×10) экземпляров[8][13][14].
11. ↑  Сталевар, розово-красная. Металлография на плотной бумаге, перфорирована: линейная зубцовка 12½ (на каждые 2 сантиметра края марки приходится 12½ зубцов). Разновидности:  (ЦФА [АО «Марка»] № 2219а)  (Mi #2231-I) на розовом фоне и  (ЦФА [АО «Марка»] № 2219А)  (Mi #2231-Ia) на простой бумаге. В марочных листах по 150 (15×10) экземпляров[8][13][14].